# U-Bahnhof Görlitzer Bahnhof

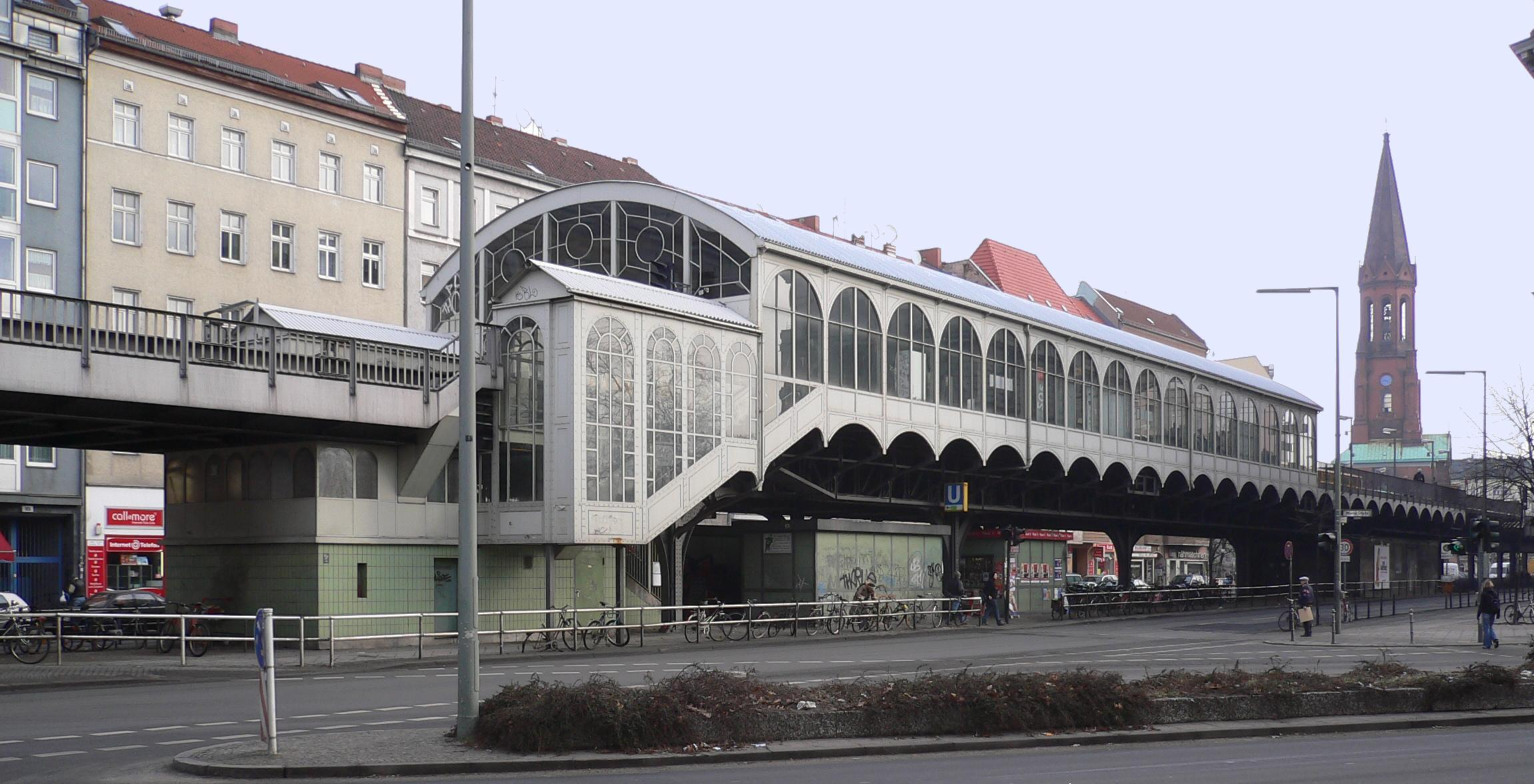
U-Bahnhof Görlitzer Bahnhof, 2005

Der U-Bahnhof Görlitzer Bahnhof ist eine Station der Linien U1 und U3 der Berliner U-Bahn im Ortsteil Kreuzberg des Bezirks Friedrichshain-Kreuzberg. Der an einer Hochbahnstrecke gelegene Hochbahnhof befindet sich über dem Mittelstreifen der Skalitzer Straße, östlich deren Kreuzung mit dem Straßenzug Oranienstraße – Wiener Straße. Die Station hieß ursprünglich Oranienstraße, wurde aber 1926 umbenannt und trägt seitdem den Namen des südöstlich gelegenen, im Zweiten Weltkrieg teilweise zerstörten und am 30. Mai 1951 von der Deutschen Reichsbahn stillgelegten Görlitzer Bahnhofs. Im Bahnhofsverzeichnis der BVG wird die Station mit dem Kürzel Gr bezeichnet.

## Geschichte

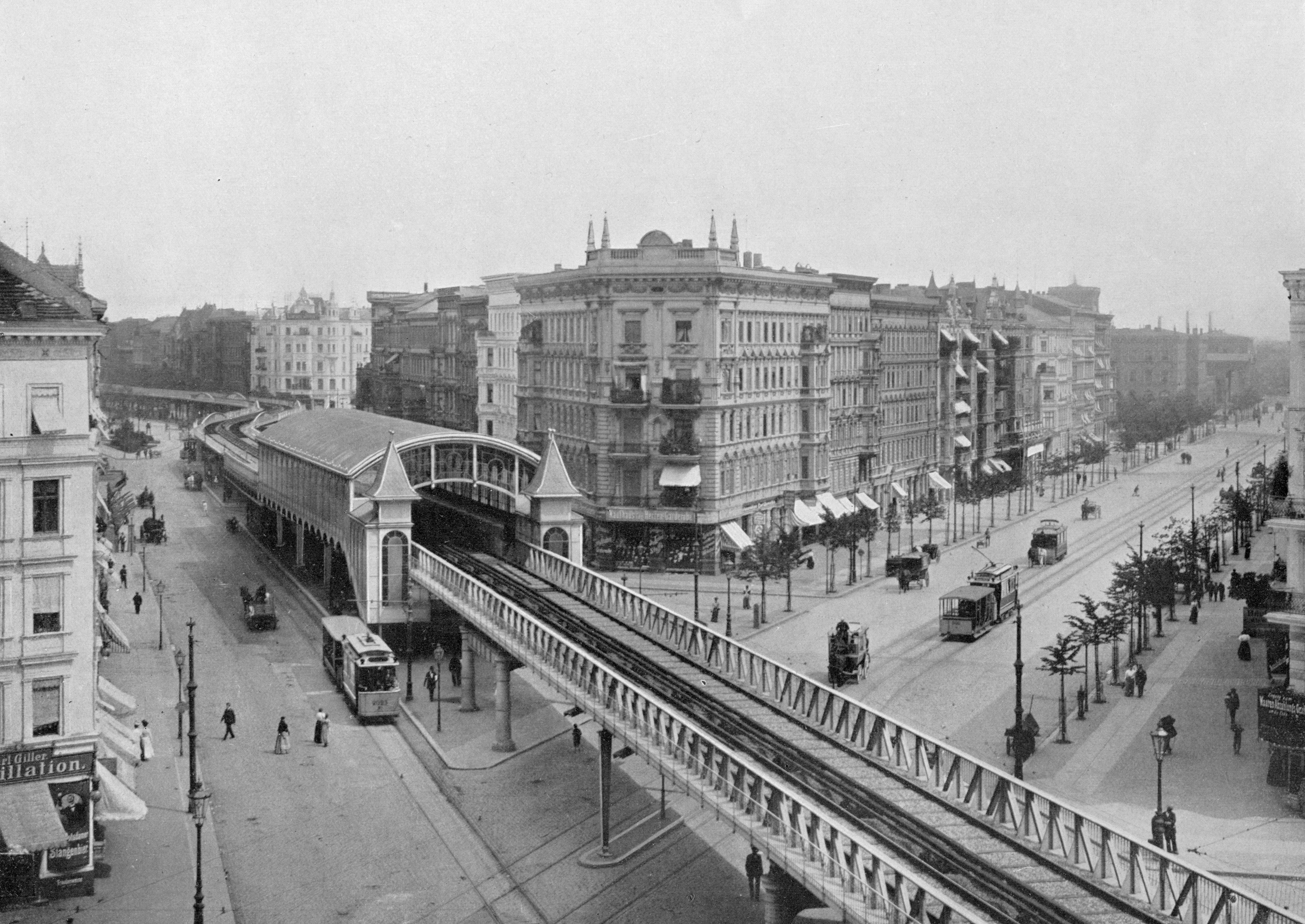
U-Bahnhof im Eröffnungsjahr 1902, querverlaufend die Wiener Straße

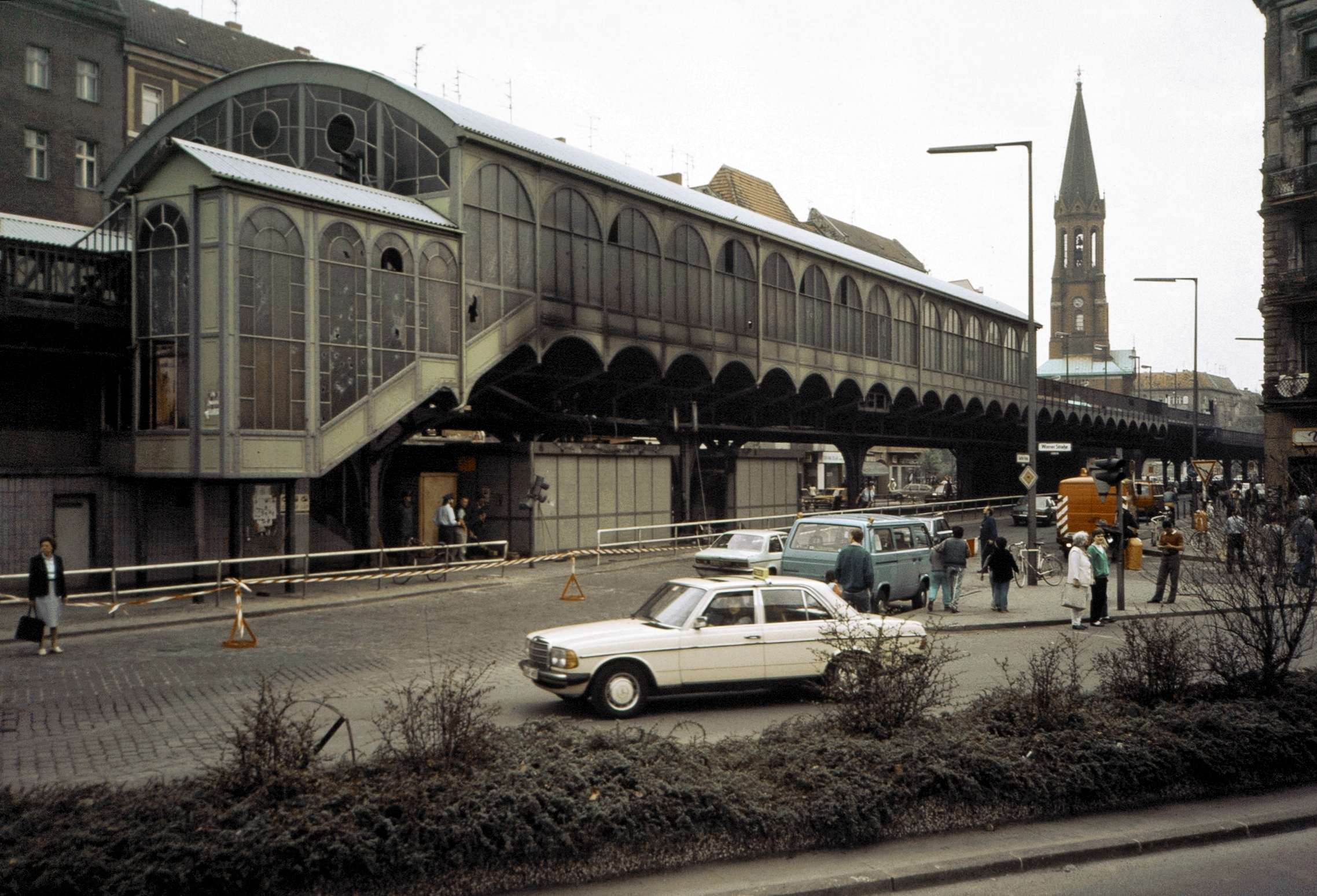
U-Bahnhof Görlitzer Bahnhof nach dem Brandanschlag am 2. Mai 1987

Der Hochbahnhof wurde von 1898 bis 1901 gebaut. Der geplante Name war Görlitzer Bahnhof, auch Oranien-Wiener-Straße wurde erwogen. Eröffnet wurde er, zeitgleich mit der ersten Strecke der Hoch- und Untergrundbahn, am 18. Februar 1902 jedoch unter dem Namen Oranienstraße.
Es handelt sich um einen Typenentwurf des Konstruktionsbüros der Siemens & Halske AG. Die Typenentwürfe waren von den Konstrukteuren Heinrich Schwieger (1846–1911) und Johannes Bousset (1865–1945) als schmucklose Ingenieurbauwerke angelegt. Auf dem östlichen Teil der Stammstrecke wurden die Stationen Kottbusser Tor, Prinzenstraße und Oranienstraße in dieser Form als einfache Eisengerüstbauten ausgeführt. Der Bahnhof hat an zwei parallelen Streckengleisen zwei Seitenbahnsteige, der westliche Teil liegt unter einem Tonnendach. Die ursprünglich 78,1 Meter langen Bahnsteige wurden 1962 ohne Überdachung auf 107,6 Meter verlängert. Am westlichen Stationsende befindet sich mittig unter der Hochbahntrasse die nach Osten gewandte, offene Zugangstreppe. Sie teilt sich nach einem Absatz auf etwa halber Höhe in zwei verglaste, um 180 Grad gedrehte seitliche Treppenbauwerke, die zu den Bahnsteigen führen.
Seit dem 14. Februar 1926 hieß die Station nach dem nahen Kopfbahnhof der Eisenbahn Görlitzer Bahnhof (Oranienstraße). Die Umbenennung erfolgte auf Wunsch der Fahrgäste. 1982 wurde der Namenszusatz Oranienstraße amtlich gestrichen, hielt sich aber an jedem zweiten Stationsschild.
Ende 1981 wurde die Dachabdeckung der Station erneuert.
Der Bahnhof spielte bei den Maikrawallen von 1987 eine zentrale Rolle. Nach einem Straßenfest am nördlich gelegenen Lausitzer Platz kam es zu Straßenkämpfen zwischen Polizei und militanten Linken, in deren Verlauf auch der Bahnhof in Brand gesetzt wurde. Auf die gusseisernen Streben der Hochbahn trommelten stundenlang hunderte Menschen. Insgesamt wurde der Bahnhof dabei so stark beschädigt, dass er für Wochen geschlossen werden musste.
Eine Aufzugsanlage für einen barrierefreien Zugang hat der Bahnhof bisher nicht erhalten. Bis 2027 soll der U-Bahnhof zwei Aufzüge erhalten – auf jedem Seitenbahnsteig einen.

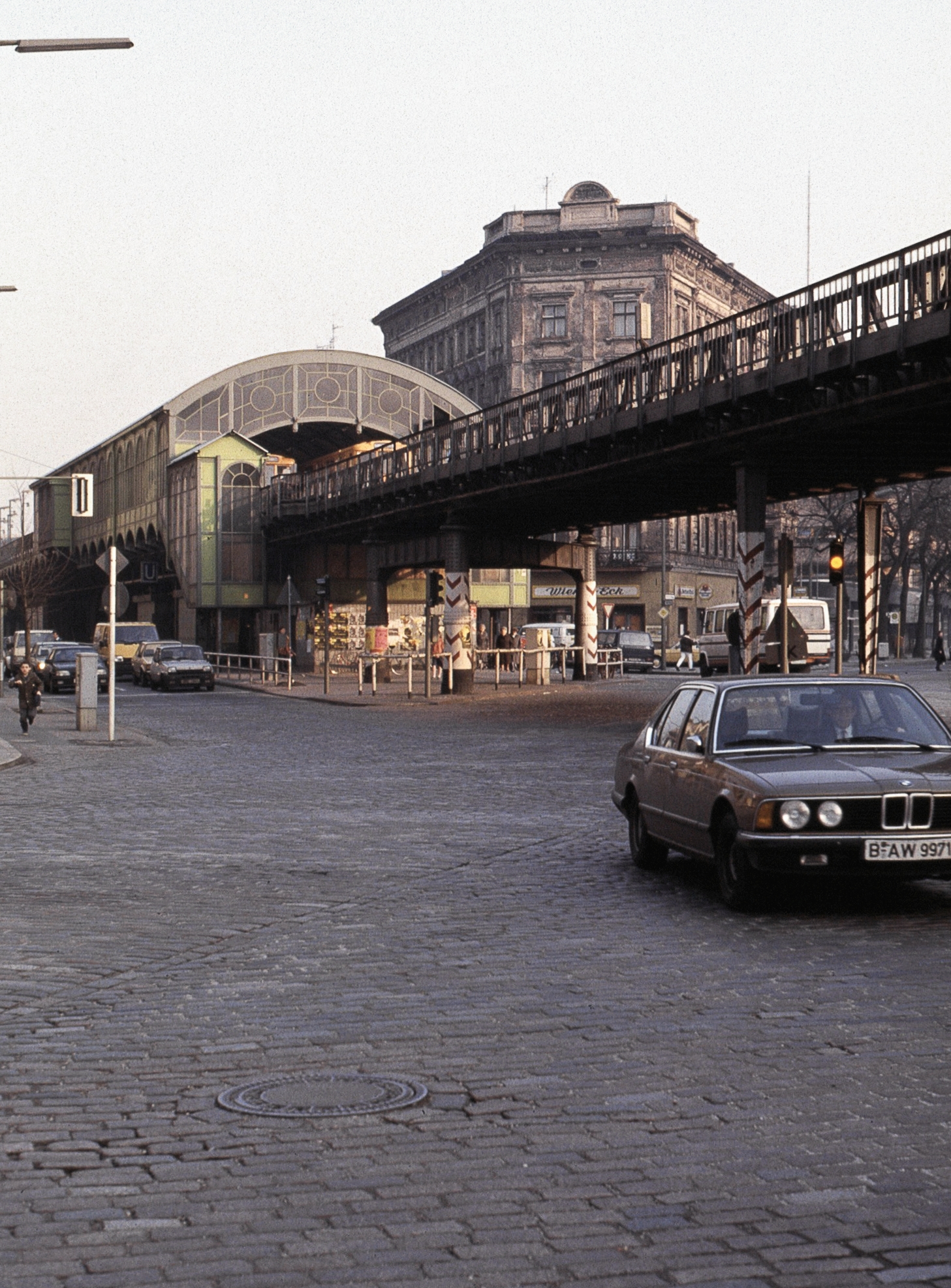
Skalitzer Straße mit U-Bahnhof Görlitzer Bahnhof, Blick von Nordwesten (1988)
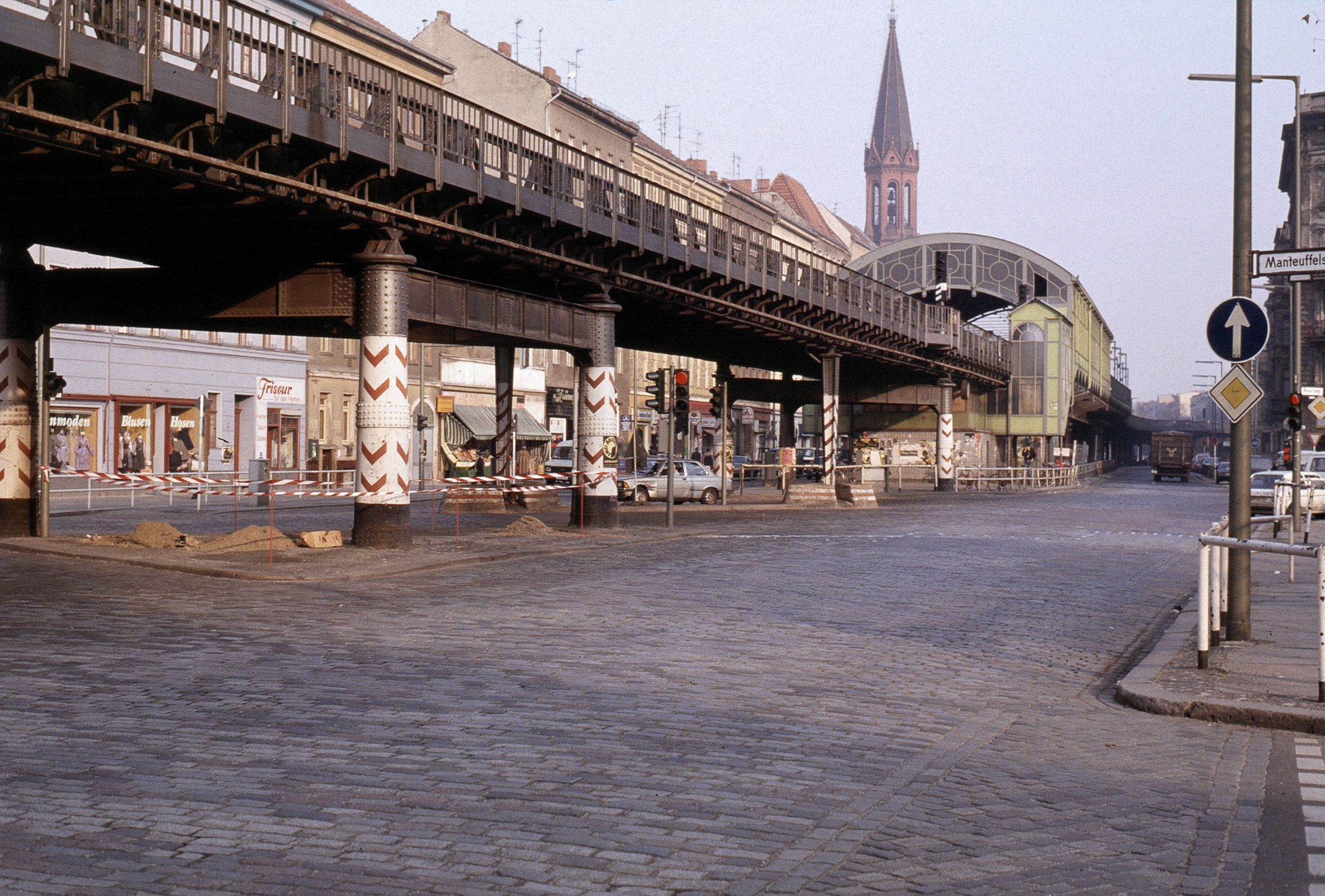
Skalitzer Straße mit U-Bahnhof Görlitzer Bahnhof, Blick von Südwesten, 1988
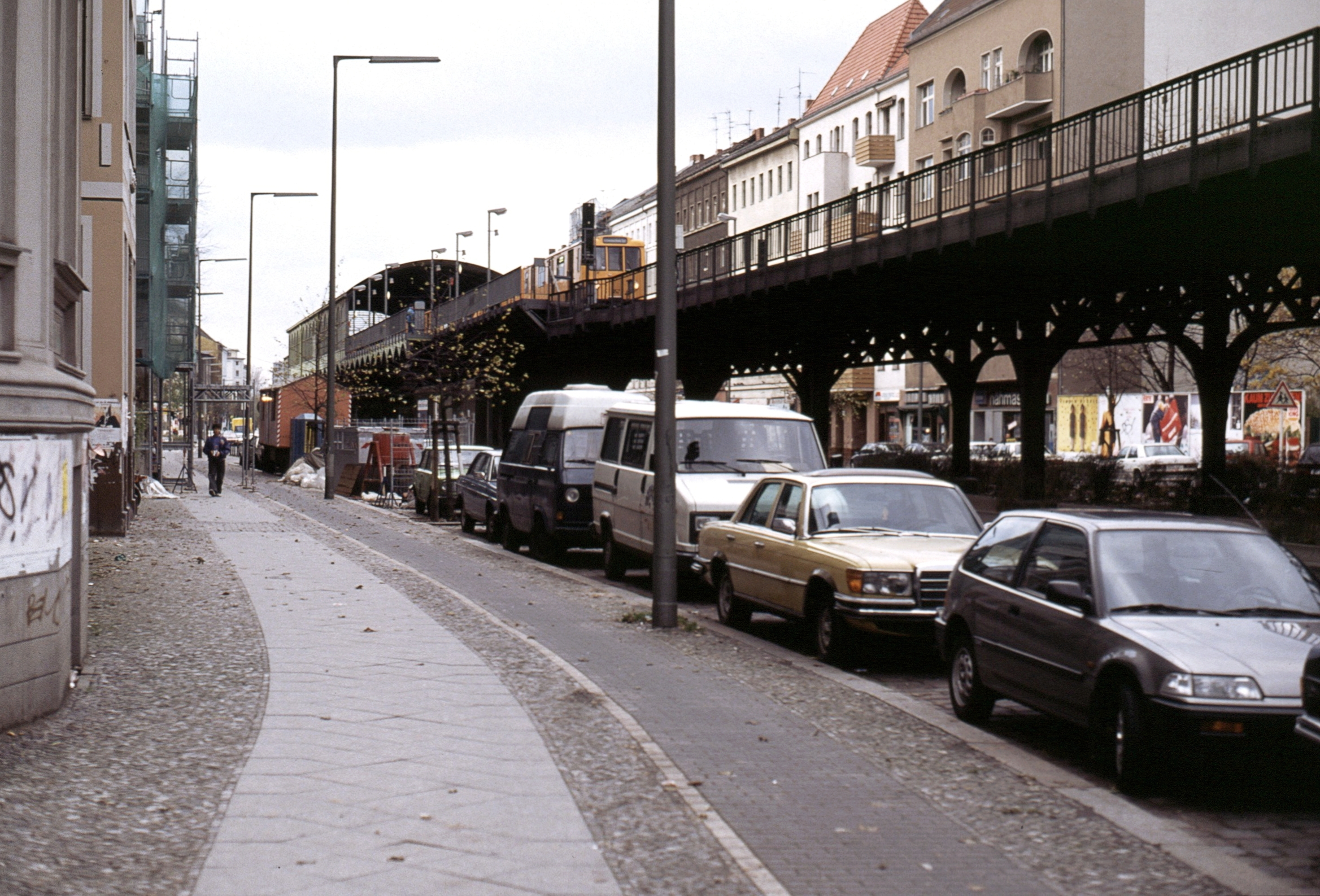
Skalitzer Straße mit U-Bahnhof Görlitzer Bahnhof, Blick von Osten, 1991
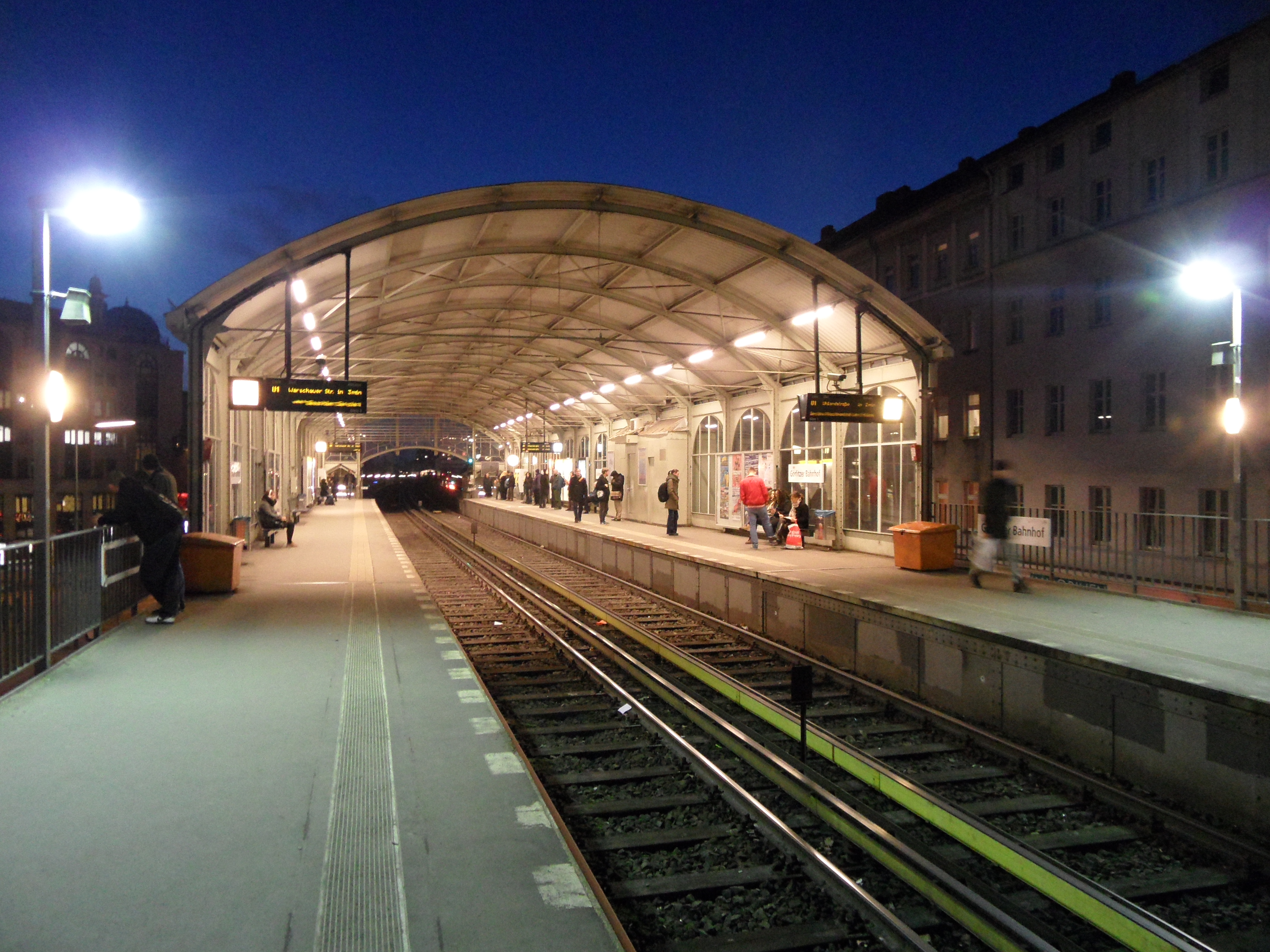
Bahnsteige und Halle von Osten gesehen
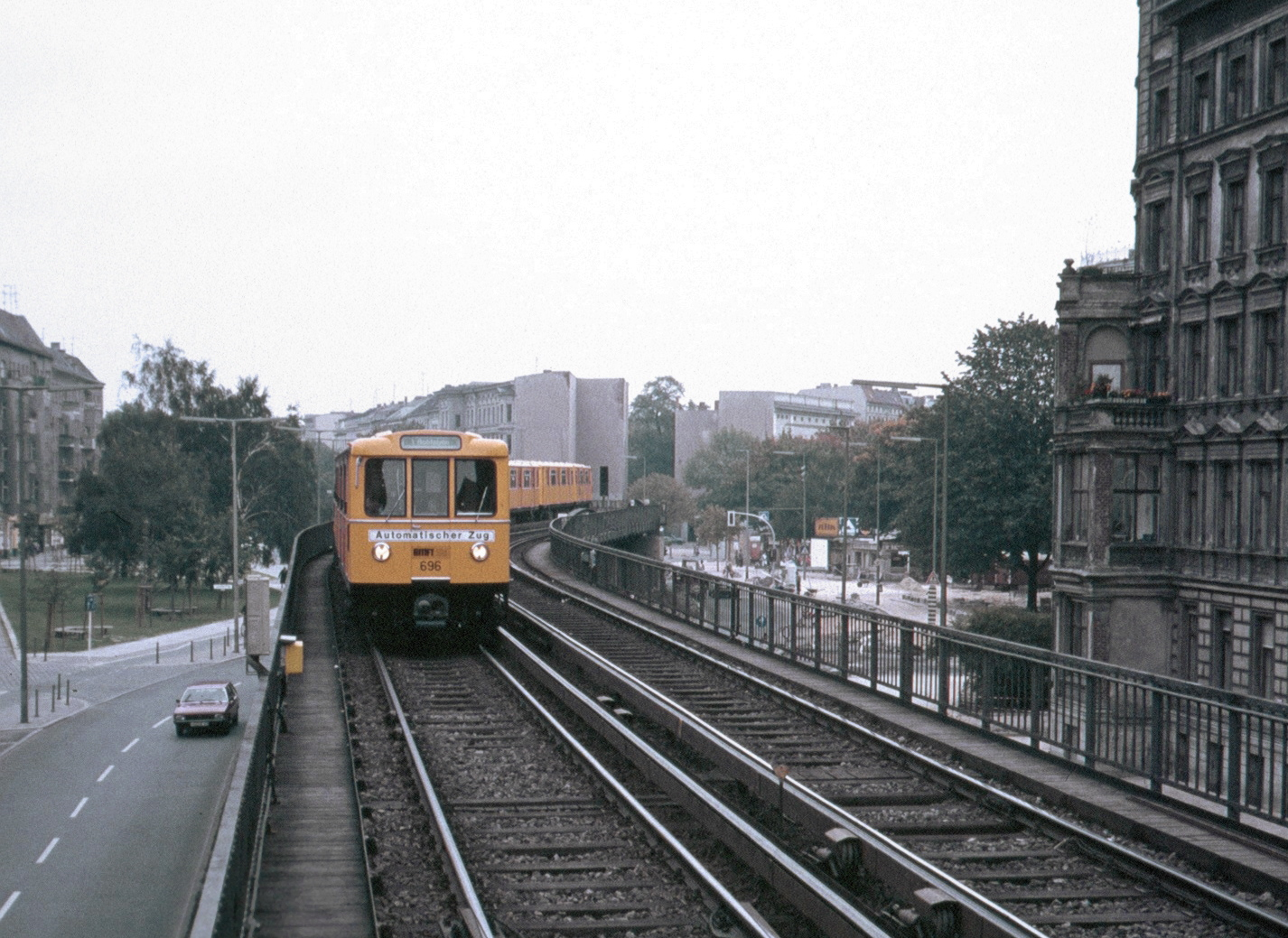
Vom U-Bahnhof Schlesisches Tor einfahrender Zug der Baureihe A3, 1986

## Anbindung
| Linie | Verlauf |
| ----- | --- |
|       | Uhlandstraße – Kurfürstendamm – Wittenbergplatz – Nollendorfplatz – Kurfürstenstraße – Gleisdreieck – Möckernbrücke – Hallesches Tor – Prinzenstraße – Kottbusser Tor – Görlitzer Bahnhof – Schlesisches Tor – Warschauer Straße |
|       | Warschauer Straße – Schlesisches Tor – Görlitzer Bahnhof – Kottbusser Tor – Prinzenstraße – Hallesches Tor – Möckernbrücke – Gleisdreieck – Kurfürstenstraße – Nollendorfplatz – Wittenbergplatz – Augsburger Straße – Spichernstraße – Hohenzollernplatz – Fehrbelliner Platz – Heidelberger Platz – Rüdesheimer Platz – Breitenbachplatz – Podbielskiallee – Dahlem-Dorf – Freie Universität (Thielplatz) – Oskar-Helene-Heim – Onkel Toms Hütte – Krumme Lanke |

Am U-Bahnhof Görlitzer Bahnhof bestehen Umsteigemöglichkeiten von den Linien U1 und U3 zur Metrobuslinie M29 sowie zur Nachtbuslinie N1 der BVG.